# 土井裕斗
土井 裕斗（どい ゆうと、1993年8月11日 - ）は、日本の俳優。
埼玉県出身。

特技は弓道・剣道・空手で、趣味は読書・書道。好きなものは漫画、アニメ、特撮、人狼ゲーム、サバゲーと武道。

## 出演作品

### 舞台
- 「SHINSENGUMI-episode ABULANOKOUJI-」（2016年6月14日 - 6月19日、恵比寿エコー劇場） - 猫役[1]
- 「舞台 青の祓魔師～京都紅蓮篇～」（2016年8月5日 - 8月14日、Zeppブルーシアター六本木） - 三輪子猫丸役[1]
- 「緋色八犬伝」（2017年2月2日 - 2月5日、銀座博品館劇場） - 目釘穴役[1]
- 「舞台 サイレントメビウス」（2017年3月29日 - 4月2日、新宿シアターサンモール） - 相田那智役[3]
- 「舞台 青の祓魔師～島根イルミナティ篇～」（2017年10月20日 - 10月29日、Zeppブルーシアター六本木 / 2017年11月2日 - 11月5日、新神戸オリエンタル劇場） - 三輪子猫丸役[4]
- 「舞台 少年ヨルハ Ver1.0」（2018年1月31日 - 2月4日、六行会ホール） - 六号役[5]
- 「君死ニタマウ事ナカレ零_改」（2018年11月29日 - 12月9日、CBGKシブゲキ!!） - ミズカキ役[6]
- Otona Project第二十二弾 演劇ユニット【爆走おとな小学生】第八回全校集会『舞台版「魔法少女（？）マジカルジャシリカ」☆第壱磁マジカル大戦☆』（2019年3月13日 - 3月17日、シアターサンモール） - バルセロットルール 役

### テレビドラマ
- 「シュガーレス」(2012年、日本テレビ)
- 「ごめんね青春!」(2014年、TBS) - 東高生徒レギュラー[1]
- 「ゴーストライター」(2015年、フジテレビ)
- 「リスクの神様」(2015年、フジテレビ)

### 映画
- 「信長協奏曲」(2016年、東宝)
- 「塀の中の神様」(2016年)
- 「先生!、、、好きになってもいいですか?」（2017年、ワーナー・ブラザース映画） - 清水耕太役[7]

### バラエティー・教養番組
- 「Mr.サンデー～LINEいじめ～」(2014年、フジテレビ)再現ドラマ出演
- 「中居正広の金曜日のスマたちへ」(2014年、TBS)再現ドラマ出演
- 「ザ!世界仰天ニュース」(2014年、日本テレビ)再現ドラマ出演
- 「どん底に落ちたオンナたちSP」(2014年、テレビ朝日)再現ドラマ出演
- 「FNS27時間テレビ」(2015年、フジテレビ)
- 「ファミリーヒストリー～久本雅美篇～」(2016年、NHK)

### CM
- 東芝「LEDライト」（2013年）
- キリン「日本中が肩を組む」篇（2014年）
- P&G ファブリーズ 「17歳のファブリーズ」篇（2014年）
- NTT西日本 フレッツ光 「どーんと学割」篇（2014年）
- JR東海「Tokyo Bookmark」（2014年）

### ミュージックビデオ
- 乃木坂46「気づいたら片想い」（2014年）